# Aucamville (Alto Garona)
Aucamville es una localidad y comuna francesa situada en el departamento de Alto Garona y la región de Mediodía-Pirineos.

## Demografía
| 2091 | 1462 | 2541 | 3807 | 5533 | 6976 |
| Para los censos de 1962 a 1999 la población legal corresponde a la población sin duplicidades (Fuente: INSEE [Consultar]) |      |      |      |      |      |